# Alginate d'ammonium
L'alginate d'ammonium est un composé chimique à base d'extraits d'algues brunes, tout comme l'alginate de sodium. Il est utilisé comme additif alimentaire sous la dénomination E403, il sert alors de stabilisant, épaississant et émulsifiant. Il se présente sous la forme d'une poudre un peu fibreuse ou granuleuse, de couleur blanche pouvant tirer sur le jaune.